# Казимир Самуїл Кушевич
Кушевич Казимир Самуїл (пол. Kuszewicz Samuel Kazimierz; 26 грудня 1607, Хелмно, Хелмінське воєводство, Річ Посполита — ~1667, Львів) — бурмистр Львова (1656–1657 і 1659) та мемуарист. Його щоденники та листи є джерелом даних з історії Львова та Галичини середини XVII століття. Знаменитий лист Кушевича від 4 листопада 1648 року, в якому він описує першу облогу Львова козаками і татарами під проводом Хмельницького.

## Життєпис
Народився 26 грудня 1607 року в Хелмно (Хелмінське воєводство, Річ Посполита). Батько, Павло Кушевич, — хелмнський міщанин, перекладач відомої роботи в галузі права Prawa chełmieńskiego poprawionego i z łacińskiego języka na polski przetłumaczonego ksiąg pięcioro, ku pospolitemu pożytkowi... (Poznań, 1623). 
Після навчання в колеґіумі Любранського в Познані та в Краківській академії, де в 1636 році здобув ступінь маґістра вільних наук, викладав у школі Новодворського, де серед його учнів були Ян Собеський, його брат Марко і нащадки роду Остророгів Миколай та Ян.

У 1643 році перебрався до Італії, де в 1643-1644 роках навчався на відділі права університету в Падуї. З мандрівок Італією зберігся лист Кушевича про подорож з Венеції до Риму.

В 1645 році переїхав до Львова, де зайняв посаду міського синдика. З 1648 року — міський писар та лавник. Під час облоги Львова козаками та татарами в 1648 році — член делегації міста на переговорах з Хмельницьким та Тугай-Беєм, представник римо-католицької громади міста. В 1655 під час облоги Львова московсько-козацьким військом очолював делегацію міста на переговорах з Бутурліним та Хмельницьким.
1656 року обраний міським райцею. Бурмистр Львова у 1656, 1657 та 1659 роках. У 1659 році був викликаний до Варшави, де отримав посаду королівського секретаря та метриканта королівської канцелярії. У 1664 році знову осів у Львові.

## Облоги Львова 1648 та 1655
1648 року представляв римокатолицьку громаду міста на переговорах з Богданом Хмельницьким та Тугай-Беєм під час облоги Львова козаками і татарами. Крім Кушевича, громаду міста представляли русин Павло Лаврисевич та вірменин Христофор Захнович. 
Восени 1655 під час облоги Львова козаками Хмельницького та московським військом Васілія Бутурліна, Кушевич, який в той час був міським писарем, знову брав участь в перемовинах з Хмельницьким. Під час переговорів 8 жовтня 1655 Кушевич відмовився виконувати вимогу Хмельницького визнати зверхність московського царя та «жидів, оскільки вони є ворогами Христа і всіх християн, видати з усіма маєтками і з дітьми і з жінками».
Ось як описує ці події Денис Зубрицький у «Хроніці міста Львова»:

| Милостивий пане гетьмане, я нe забарю вельможного М. П. довгими розмовами. Здоров’я нас, котрі тут є, в руках вельможного М. П., і ми вже розуміємо, що з цього місця вже нe повернемось до своїх, хіба що з особливої ласки нашого вельможного М. П., але ми ніколи нe зробимо того, щоби скласти присягу на ім’я московського царя і віддати місто. Ми вже присягали нашому милостивому королеві Й. М. Янові Казимирові і хочемо, як би нe склалася його фортуна, дотримати свого слова… Ці слова повторили й усі інші, рішуче схвалюючи висновок, зроблений п. Кушевичем, і заявили, що завжди готові віддати свої голови і пролити кров за свого милостивого пана йогомость короля Яна Казимира… й посли зробили такий висновок: "Шкода надалі тратити час, милостивий пане гетьмане, нічого іншого вже нe скажемо, тільки повторимо ще тисячу разів, що ми, доки живе Йогомость король, наш Милостивий пан Ян Казимир, нікому іншому присягати нe будемо, і навіть якби посланці міста були так вчинили через страх на цьому місці, то п. наш ґубернатор і місто цього б нe затвердили. |
Зрештою, Хмельницький зрозумів, що й з другої спроби йому не вдасться взяти Львів і, після 6 тижнів облоги, відступив.

## Щоденники та листи
- Жерела до історії України-Руси. Том 06. Матеріяли до історії Галичини. Том 3. Лїтописні памятки з р. 1648-1657
- Narratio legationis Zbaravianae, et rerum apud Otthomanos Anno 1622
- Debitum pietatis seu Laus posthuma Illustrissimi et Reverendissimi Domini, D. Iacobi Zadzik. Episcopi Cracoviensis Cancellarii Faventissimi. scripta. A M. Samuele Casimiro Kuszewicz Dialecticea Novodvors. Professore.

## Вшанування
У Львові 1907 року одна з вулиць в місцевості Підзамче була названа на честь Самуїла Кушевича, але 1946 року була перейменована на вулицю Клубну, а від 1993 року має назву — вулиця Серафима Кушевича.